# José Luis Peiró Reig
José Luis Peiró Reig   (Alfauir, 3 de juny de 1967) és un trombonista compositor, professor i director de Bandes de Música

## Biografia
José Luis Peiró inicia els seus estudis musicals als 14 anys com a trombonista, formant part de la Rotovense Musical de Ròtova (València). Més tard ingressa en el Conservatori de Música de Gandia, amb el professor Hermenegildo Amorós.
Als 18 anys es trasllada a Burgos, formant part de la Música del Govern Militar d'aquesta ciutat, on exerceix com a músic professional.
Amplia els seus estudis amb el professor Alejandro Galán Boix (trombó solista de la Simfònica de Madrid), obtenint el títol de grau elemental en el Conservatori Superior de Música de Madrid seguint els mateixos en el centre homòleg de Burgos, sent component de l'orquestra d'aquest conservatori com a trombó solista.
En 1992 obté el títol de professor de trombó i al juliol de 1993, guanya per oposició la plaça de Sotsoficial músic del Cos de Músiques Militars de les Forces Armades, amb l'especialitat en aquest instrument, sent destinat a Música de la Caserna General de la Zona Militar de Canàries en Santa Cruz de Tenerife.
Ha realitzat diferents cursos de direcció de Banda i orquestra amb prestigiosos directors com José Rafael Pascual Vilaplana, Jan Cobert, Michele Carulli, Henrie Adams, Crescencio Díaz De Felipe. Ampliant el repertori bandístic tant en la música clàssica com en la contemporània.
Ha dirigit les bandes, Unió Musical Aída de Sant Andrés, l'Associació Músic Cultural Ernesto Beteta de Santa Úrsula, L'Agrupació Cultural Sant Sebastià de Tejina i la Unió Musical Crearte de Tejina. En el cicle 2005-2006 va estar al capdavant de la Banda Simfònica de la Federació de Tenerife de Bandes de Música.

## Composició
En el camp de la composició, és autor de nombroses marxes processionals, pasdobles, himnes i obres simfòniques.
De la seua producció destaquen les seues marxes processionals, com a Sant Bartolomé (1997) Cristo de la Fe (1998) , Cristo de los Olivos, Jesús Nazareno (1999), Al Amigo Entrañable (2006) , Cristo de la Dulce Muerte (2004) , Expiración (2001) i Nazareno, Señor dels Realejos, estrenada al març de 2013. I Segòvia, Pasión centenària (2019)
És membre de la SGAE (Societat General d'Autors i Editors Espanyols).
Altres marxes són: Cavallers Templaris, La Torre Mora de Moixent, Pepa la Ferrera i pasdobles com Las Candelas o Contrabandistes de Ròtova. També ha compost l'Himne als Radioaficionats Espanyols, estrenat a Orense en 1999.

## Premis
Al gener de 1999 va obtindre el Primer Premi de composició de La Guancha, (Tenerife) amb l'himne 75 Aniversari, dedicat a la Banda de Música d'aquest municipi.
Al juliol de 2009 guanya el Primer Premi en el Certamen Nacional de Bandes de Música de Dosbarrios (Toledo) amb l'Agrupació Cultural Sant Sebastià de Tejina.
Al març de 2017 guanya el Primer Premi de l'IV Concurs Nacional de Composició de Marxes de Processó José Berenguel Escámez de Almería.
Al novembre de 2020 és guardonat amb el Primer Premi en el XIII Concurs Gallec de Composició, amb l'obra La Catedral, inspirada en la catedral de Santiago de Compostela.
També va obtindre el Segon Premi i el Premi del Públic en el Concurs de Composició de Pasdobles de l'Escola de Música de Antas de Ulla (Lugo), el Primer Premi i Menció d'Honor amb l'obra La Torre Mora, el Primer Premi amb l'obra Cotalba en l'I Concurs Internacional de Composició Emili Giménez *Bou (2023) organitzat per l'Ateneu Musical de Cullera i el Tercer Premi en el concurs d'Internacional de Composició de Marxes Processionals de Toro.
En 2018 va ser homenatjat per Crearte Unió Musical amb un pasdoble de concert, que porta el seu nom, compost per Ferrer Ferran.
La seua obra l'Ombra del Pelegrí ha sigut seleccionada obra obligada en el Certamen Internacional de Bandes de Música Vila d'Aranda del Duero 2024.